# Rochus Misch
Rochus Misch (ur. 29 lipca 1917 w Starych Siołkowicach, niem. Alt Schalkowitz, zm. 5 września 2013 w Berlinie) – Oberscharführer (sierżant) w SS, z zawodu malarz-tapeciarz, telefonista i adiutant Adolfa Hitlera w czasie II wojny światowej. Był przedostatnim żyjącym mieszkańcem schronu Hitlera w Berlinie z maja 1945 oraz ostatnim żyjącym świadkiem samobójczej śmierci führera.

## Młodość i kariera nazistowska
Ojciec zmarł 2 godziny przed urodzeniem chłopca. Matka zmarła, gdy R. Misch miał 2,5 roku. Od tego czasu wychowywali go dziadkowie ze strony matki.
Po ukończeniu szkoły podstawowej zdobył zawód malarza-tapeciarza oraz dekoratora wnętrz w mieście Hoyerswerda. Później pracował jakiś czas jako czeladnik malarski, po czym założył wraz ze starszym kolegą firmę malarską w Hornbergu (Schwarzwald).
W 1937 wstąpił do Verfügungstruppe, jednostki, która z założenia była wojskowym odgałęzieniem SS podlegającym bezpośrednio rozkazom Hitlera. Odbył w niej czteroletnią służbę wojskową, co miało mu zapewnić stanowisko w sektorze publicznym. Po wybuchu II wojny światowej został ranny podczas oblężenia Modlina w czasie kampanii wrześniowej. Kula przeszła dwa centymetry od jego serca, trafiając w płuco.
W kwietniu 1940 r. został powołany do SS-Begleitkommando des Führers (gwardii Hitlera). Wówczas został jednym z najbliższych współpracowników i pomocników führera, służąc mu za ochroniarza, operatora centrali telefonicznej i kuriera. Od stycznia do maja 1945 niemal cały czas mieszkał w schronie Hitlera pod Kancelarią Rzeszy. Był świadkiem odkrycia ciał Hitlera i Evy Braun, znajdował się w kompleksie schronu w czasie zabójstwa dzieci Josepha Goebbelsa oraz śmierci Goebbelsa. Opuścił schron na dwie godziny przed zajęciem go przez żołnierzy radzieckich. 2 maja poddał się Armii Czerwonej, która zdobyła stolicę Niemiec.

## Po wojnie
Został wzięty do niewoli sowieckiej, w której przebywał do roku 1954 jako jeniec obozu pracy. Po powrocie z niewoli wrócił do Berlina, gdzie aż do śmierci mieszkał w tym samym domu. Był ostatnim żyjącym świadkiem (po śmierci Otto Günschego w 2003 i Siegfrieda Knappe w 2008) ostatnich dni w bunkrze Hitlera pod Kancelarią Rzeszy.
W roku 2005 udzielił obszernych wywiadów dziennikarzowi francuskiemu Nicolasowi Bourcier. W rezultacie powstała biografia J’étais garde du corps d’Hitler 1940–1945 (Byłem ochroniarzem Hitlera 1940–1945) tłumaczona na szereg języków; w Polsce wydana pod tytułem Byłem z Hitlerem do końca 1940–1945. Pracował jako konsultant scenarzysty Christophera McQuarrie przy filmie Walkiria. Udzielił również wywiadu BBC.